# Hibernal
Hibernal – mieszaniec międzygatunkowy odmian winorośli (chancellor x riesling) F2, wyhodowany w Niemczech w 1944 roku.
Proporcje gatunków w hibernalu kształtują się następująco: 78,9% Vitis vinifera + 5,1% Vitis labrusca + 13,3% Vitis rupestris + 2,0% Vitis riparia  + 0,8% Vitis lincecumii.

## Charakterystyka
Krzewy o pokroju wyprostowanym i silnym wzroście. Dojrzewa późno, kilkanaście dni przed rieslingiem, w pierwszej połowie października, ale ustępuje mu kwasowością.

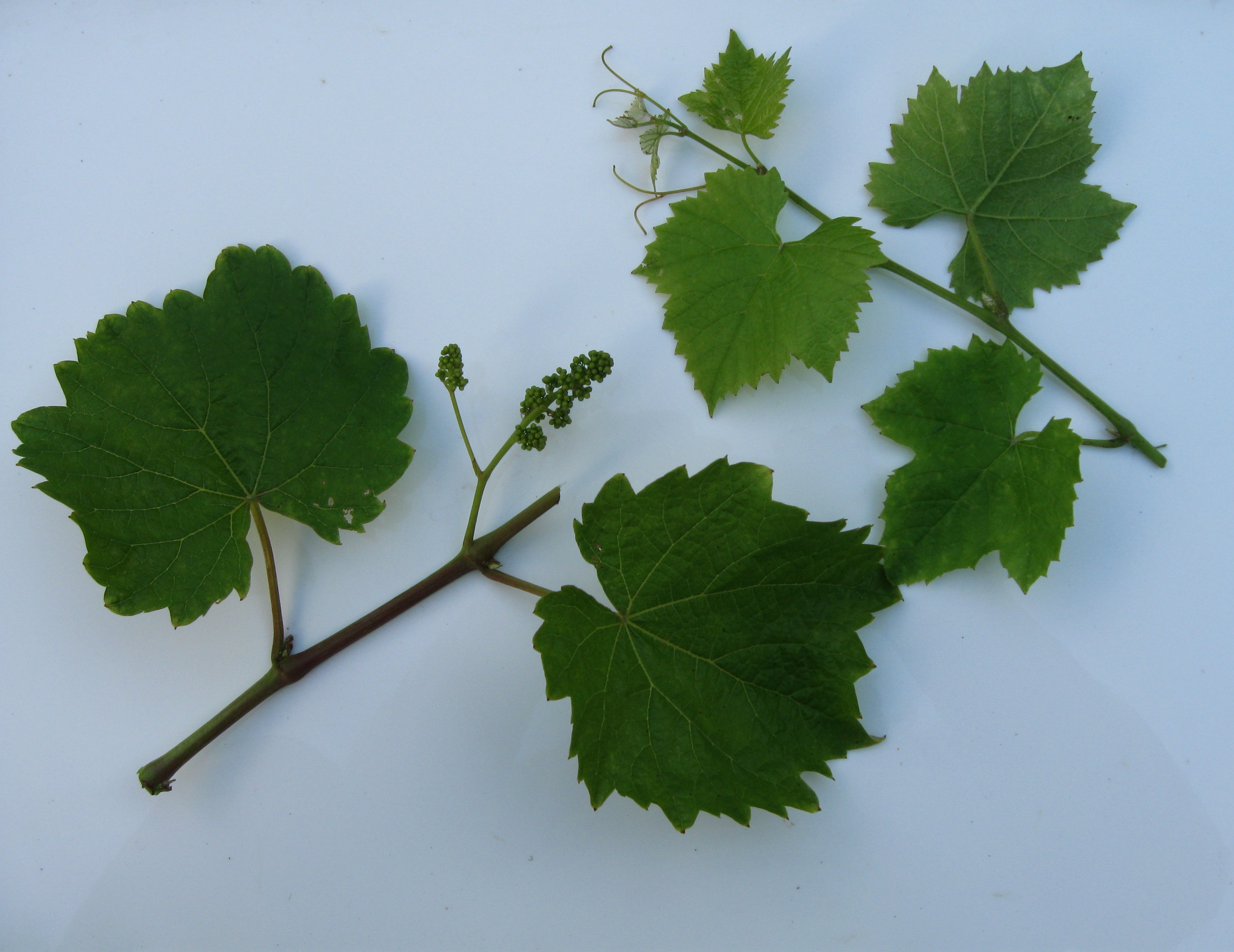
Hibernal – liście i koronka

Liście trójklapowe pofałdowane. Grona małe lub średniej wielkości, cylindryczne, często z niewielkim skrzydełkiem, zwarte. Jagody zielonożółte, kuliste, małe. Mimo późnej pory dojrzewania gromadzi dużo cukru, w cieplejszych latach znacznie powyżej 20%. Pędy przed zimą drewnieją dobrze.

## Fenologia
Start wiosenny i kwitnienie średnio wczesne. Veraison i dojrzewanie późne.
Odporność na zimowe mrozy i wiosenne przymrozki przewyższa zdecydowanie odmianę rodzicielską riesling i pozostałe szczepy winorośli właściwej. 

## Choroby
Odmiana zaliczana do odmian odpornych PIWI.

## Cięcie
Krzew nie ma wymagań co do cięcia. Polecane cięcie średniej długości lub krótkie — forma Casenave’a.

## Dojrzewanie

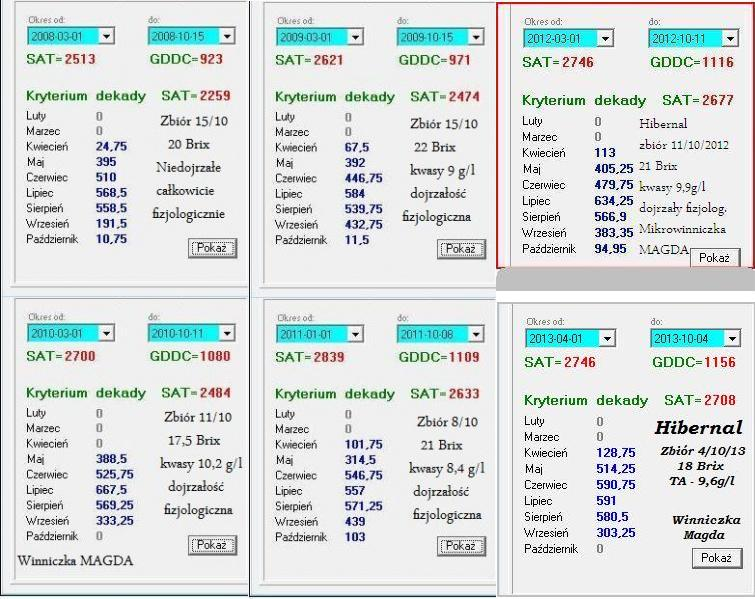
Hibernal – dojrzewanie Poland/Mazovia

- Skierniewice/Polska: zbiór 9 października 2012; plon z krzewu 0,69 kg; masa gron 89 g; masa jagody 1,33 g; ekstrakt cukrowy 23,5%[7].

## Wino
Otrzymywane wino jest bardzo dobrej jakości w typie rieslinga, o wysokim ekstrakcie. W cieplejszych i mniej wilgotnych latach istnieje możliwość wyrobu w Polsce wina lodowego z hibernala, a także win półsłodkich. Przy zbiorze niedojrzałych jagód może pojawić się "lisi" aromat.

## Rozpowszechnienie
Mimo tego, że odmiana ta powstała w Niemczech nie jest w stanie konkurować tam z rieslingiem – według WEIN-PLUS nasadzenia w Niemczech to tylko około 1 ha. Odmiana hibernal najbardziej rozpowszechniona jest w południowo-wschodnich Czechach (17 ha) i Polsce, gdzie odmiana riesling nie zawsze zdąży dojrzeć – dojrzewa o około kilkanaście dni później od odmiany hibernal. Niewielkie uprawy znajdują się w Kanadzie.
W Czechach na Morawach cieszy się dużą popularnością jako odmiana PIWI i jakością wina dorównuje wyrobom z winorośli właściwej – odmianie kerner. Dobra charakterystyka pozwoliła (podobnie jak w przypadku np. rondo) na rejestrację w Niemczech jako odmiana winorośli właściwej.Na Morawach organizowane jest nawet „Forum Hibernal”.
O dużej popularności w Polsce świadczy ilość win z hibernala prezentowana na IX-tym Konwencie Polskich Winiarzy.